# Coupe de France de rugby à XIII 1993-1994
Navigation
Édition précédente Édition suivante
La Coupe de France de rugby à XIII 1994 est organisée durant la saison 1993-1994. La compétition à élimination directe met aux prises des clubs français. L'édition est remportée par Saint-Estève.

## Tableau final
|  | Huitièmes de finale ? et 6 décembre 1993 | Huitièmes de finale ? et 6 décembre 1993 |    |  | Quarts de finale 26-27 mars 1994 | Quarts de finale 26-27 mars 1994 |  |  | Demi-finales 10 avril 1994   | Demi-finales 10 avril 1994   |  |  | Finale 24 avril 1994           | Finale 24 avril 1994           |
|  | Huitièmes de finale ? et 6 décembre 1993 | Huitièmes de finale ? et 6 décembre 1993 |    |  | Quarts de finale 26-27 mars 1994 | Quarts de finale 26-27 mars 1994 |  |  | Demi-finales 10 avril 1994   | Demi-finales 10 avril 1994   |  |  | Finale 24 avril 1994           | Finale 24 avril 1994           |
|  |                                          |                                          |    |  |                                  |                                  |  |  |                              |                              |  |  |                                |                                |
|  |                                          |                                          |    |  | Le 27 mars 1994 à Toulouse       | Le 27 mars 1994 à Toulouse       |  |  | Le 10 avril 1994 à Perpignan | Le 10 avril 1994 à Perpignan |  |  | Le 24 avril 1994 à Carcassonne | Le 24 avril 1994 à Carcassonne |
|  |                                          |                                          |    |  | Le 27 mars 1994 à Toulouse       | Le 27 mars 1994 à Toulouse       |  |  | Le 10 avril 1994 à Perpignan | Le 10 avril 1994 à Perpignan |  |  | Le 24 avril 1994 à Carcassonne | Le 24 avril 1994 à Carcassonne |
|  | Saint-Estève                             |                                          |    |  | Le 27 mars 1994 à Toulouse       | Le 27 mars 1994 à Toulouse       |  |  | Le 10 avril 1994 à Perpignan | Le 10 avril 1994 à Perpignan |  |  | Le 24 avril 1994 à Carcassonne | Le 24 avril 1994 à Carcassonne |
|  |                                          |                                          |    |  | Le 27 mars 1994 à Toulouse       | Le 27 mars 1994 à Toulouse       |  |  | Le 10 avril 1994 à Perpignan | Le 10 avril 1994 à Perpignan |  |  | Le 24 avril 1994 à Carcassonne | Le 24 avril 1994 à Carcassonne |
|  | S.O. Avignon                             |                                          |    |  | Le 27 mars 1994 à Toulouse       | Le 27 mars 1994 à Toulouse       |  |  | Le 10 avril 1994 à Perpignan | Le 10 avril 1994 à Perpignan |  |  | Le 24 avril 1994 à Carcassonne | Le 24 avril 1994 à Carcassonne |
|  | Saint-Estève                             | 28                                       |    |  |                                  |                                  |  |  | Le 10 avril 1994 à Perpignan | Le 10 avril 1994 à Perpignan |  |  | Le 24 avril 1994 à Carcassonne | Le 24 avril 1994 à Carcassonne |
|  | Saint-Estève                             | 28                                       |    |  |                                  |                                  |  |  | Le 10 avril 1994 à Perpignan | Le 10 avril 1994 à Perpignan |  |  | Le 24 avril 1994 à Carcassonne | Le 24 avril 1994 à Carcassonne |
|  |                                          | R.C. Albi                                | 14 |  |                                  |                                  |  |  | Le 10 avril 1994 à Perpignan | Le 10 avril 1994 à Perpignan |  |  | Le 24 avril 1994 à Carcassonne | Le 24 avril 1994 à Carcassonne |
|  | R.C. Albi                                | R.C. Albi                                | 14 |  |                                  |                                  |  |  | Le 10 avril 1994 à Perpignan | Le 10 avril 1994 à Perpignan |  |  | Le 24 avril 1994 à Carcassonne | Le 24 avril 1994 à Carcassonne |
|  | Le 26 mars 1994 à Saint-Estève           |                                          |    |  |                                  |                                  |  |  | Le 10 avril 1994 à Perpignan | Le 10 avril 1994 à Perpignan |  |  | Le 24 avril 1994 à Carcassonne | Le 24 avril 1994 à Carcassonne |
|  | U.S. Villeneuve                          |                                          |    |  |                                  |                                  |  |  | Le 10 avril 1994 à Perpignan | Le 10 avril 1994 à Perpignan |  |  | Le 24 avril 1994 à Carcassonne | Le 24 avril 1994 à Carcassonne |
|  | Saint-Estève                             | 24                                       |    |  |                                  |                                  |  |  |                              |                              |  |  | Le 24 avril 1994 à Carcassonne | Le 24 avril 1994 à Carcassonne |
|  | Saint-Estève                             | 24                                       |    |  |                                  |                                  |  |  |                              |                              |  |  | Le 24 avril 1994 à Carcassonne | Le 24 avril 1994 à Carcassonne |
|  |                                          | Pia                                      | 11 |  |                                  |                                  |  |  |                              |                              |  |  | Le 24 avril 1994 à Carcassonne | Le 24 avril 1994 à Carcassonne |
|  | S.M. Pia                                 | Pia                                      | 11 |  |                                  |                                  |  |  |                              |                              |  |  | Le 24 avril 1994 à Carcassonne | Le 24 avril 1994 à Carcassonne |
|  | Le 10 avril 1994 à Lézignan              |                                          |    |  |                                  |                                  |  |  |                              |                              |  |  | Le 24 avril 1994 à Carcassonne | Le 24 avril 1994 à Carcassonne |
|  | Cannes XIII                              |                                          |    |  |                                  |                                  |  |  |                              |                              |  |  | Le 24 avril 1994 à Carcassonne | Le 24 avril 1994 à Carcassonne |
|  | Pia                                      | 7                                        |    |  |                                  |                                  |  |  |                              |                              |  |  | Le 24 avril 1994 à Carcassonne | Le 24 avril 1994 à Carcassonne |
|  | Pia                                      | 7                                        |    |  |                                  |                                  |  |  |                              |                              |  |  | Le 24 avril 1994 à Carcassonne | Le 24 avril 1994 à Carcassonne |
|  |                                          | XIII Limouxin                            | 2  |  |                                  |                                  |  |  |                              |                              |  |  | Le 24 avril 1994 à Carcassonne | Le 24 avril 1994 à Carcassonne |
|  | XIII Limouxin                            | XIII Limouxin                            | 2  |  |                                  |                                  |  |  |                              |                              |  |  | Le 24 avril 1994 à Carcassonne | Le 24 avril 1994 à Carcassonne |
|  | Le 27 mars 1994 à Carpentras             |                                          |    |  |                                  |                                  |  |  |                              |                              |  |  | Le 24 avril 1994 à Carcassonne | Le 24 avril 1994 à Carcassonne |
|  | Toulouse olympique XIII                  |                                          |    |  |                                  |                                  |  |  |                              |                              |  |  | Le 24 avril 1994 à Carcassonne | Le 24 avril 1994 à Carcassonne |
|  | Saint-Estève                             | 14                                       |    |  |                                  |                                  |  |  |                              |                              |  |  |                                |                                |
|  | Saint-Estève                             | 14                                       |    |  |                                  |                                  |  |  |                              |                              |  |  |                                |                                |
|  |                                          | XIII Catalan                             | 12 |  |                                  |                                  |  |  |                              |                              |  |  |                                |                                |
|  | XIII Catalan                             | XIII Catalan                             | 12 |  |                                  |                                  |  |  |                              |                              |  |  |                                |                                |
|  |                                          |                                          |    |  |                                  |                                  |  |  |                              |                              |  |  |                                |                                |
|  | R.C. Carpentras                          |                                          |    |  |                                  |                                  |  |  |                              |                              |  |  |                                |                                |
|  | XIII Catalan                             | 23                                       |    |  |                                  |                                  |  |  |                              |                              |  |  |                                |                                |
|  | XIII Catalan                             | 23                                       |    |  |                                  |                                  |  |  |                              |                              |  |  |                                |                                |
|  |                                          | U.S. Lyon-Villeurbanne                   | 18 |  |                                  |                                  |  |  |                              |                              |  |  |                                |                                |
|  | U.S. Lyon-Villeurbanne                   | U.S. Lyon-Villeurbanne                   | 18 |  |                                  |                                  |  |  |                              |                              |  |  |                                |                                |
|  | Le 27 mars 1994 à Limoux                 |                                          |    |  |                                  |                                  |  |  |                              |                              |  |  |                                |                                |
|  | Cabestany XIII                           |                                          |    |  |                                  |                                  |  |  |                              |                              |  |  |                                |                                |
|  | XIII Catalan                             | 14                                       |    |  |                                  |                                  |  |  |                              |                              |  |  |                                |                                |
|  | XIII Catalan                             | 14                                       |    |  |                                  |                                  |  |  |                              |                              |  |  |                                |                                |
|  |                                          | Carcassonne                              | 12 |  |                                  |                                  |  |  |                              |                              |  |  |                                |                                |
|  | A.S. Carcassonne                         | Carcassonne                              | 12 |  |                                  |                                  |  |  |                              |                              |  |  |                                |                                |
|  |                                          |                                          |    |  |                                  |                                  |  |  |                              |                              |  |  |                                |                                |
|  | Palau XIII                               |                                          |    |  |                                  |                                  |  |  |                              |                              |  |  |                                |                                |
|  | Carcassonne                              | 26                                       |    |  |                                  |                                  |  |  |                              |                              |  |  |                                |                                |
|  | Carcassonne                              | 26                                       |    |  |                                  |                                  |  |  |                              |                              |  |  |                                |                                |
|  |                                          | Lézignan                                 | 16 |  |                                  |                                  |  |  |                              |                              |  |  |                                |                                |
|  | F.C. Lézignan                            | Lézignan                                 | 16 |  |                                  |                                  |  |  |                              |                              |  |  |                                |                                |
|  |                                          |                                          |    |  |                                  |                                  |  |  |                              |                              |  |  |                                |                                |
|  | R.C. Saint-Gaudens                       |                                          |    |  |                                  |                                  |  |  |                              |                              |  |  |                                |                                |
|  |                                          |                                          |    |  |                                  |                                  |  |  |                              |                              |  |  |                                |                                |

## Finale - 24 avril 1994
(mt : 4 - 8)
Points marqués :
- Saint-Estève : 3 essais de Martial (12e et 49e) et P. Chamorin (63e) ; 1 transformation de P. Chamorin (63e) ; 1 carton jaune de Boudebza (23e)
- XIII Catalan : 2 essais de Malfaz (16e et 77e) ; 1 pénalité de Guasch (27e) ; 2 drops de Guasch (5e) et Foulquier (39e) ; 1 carton jaune de Pepere (23e)

Évolution du score : 0-1, 4-1, 4-5, 4-7, 4-8 (m.t.), 8-8, 14-8, 14-12
Arbitre : M. Legueziec
Spectateurs : Environ 4 000
Composition des équipes :
- Saint-Estève : Tommy Sutton - Serge Pérez, Frantz Martial, Pierre Chamorin, Éric van Brussel - Jean-Marc Garcia (o), Patrick Wosniak (m) - Lilian Hébert, Bernard Cartier, Hadj Boudebza, Sébastien Berdu, Franck Esponda, Mathieu Khedimi - Thierry Scimone, Bruno Castany, Ali Khadri, Arnaud Cervello   - Entraîneur : Roger Palisses et Abet Baklouch

- XIII Catalan : Olivier Bise  - Christophe Malfaz , Pascal Bomati, Brian Coles , Francis Gomez - Didier Foulquer (o), Vincent Banet   (m) - Taï Pepere, Marc Guasch, Bernard Llong, Didier Cabestany (c), Laurent Cambres, Stéphane Téna - Michel Roses , Ludovic Dauré, Thibault Cordoba, Bernadoy - Entraîneur : Pierre Zamora